# Anaulaciulus koreacolus
Anaulaciulus koreacolus är en mångfotingart som beskrevs av Jedryczkowski 1982. Anaulaciulus koreacolus ingår i släktet Anaulaciulus och familjen kejsardubbelfotingar. Inga underarter finns listade i Catalogue of Life.